# 清江戰鬥 (國共內戰)
清江戰鬥發生於1933年12月21－24日，地點則是在中國贛西。是國共內戰前期主要戰鬥之一。該戰鬥交戰一方為中華民國國民革命軍，另一方則為中國共產黨所領導之中國工農紅軍。